# Hans Hüttig
Hans Benno Hüttig, né le 5 avril 1894 à Dresde et mort le 23 février 1980  à Wachenheim, est un officier SS commandant les camp de concentration de Natzweiler-Struthof et Herzogenbusch.

## Biographie
Hans Hüttig est le fils d'un menuisier, son père  se reconvertit en ouvrant un magasin de matériel photographique. Son frère est le fondateur de Zeiss Ikon :191. Envoyé dans un internat du sud de l'Allemagne, il tente d'entrer dans une école militaire en 1911 mais échoue à l'examen. Il entame alors une formation de pharmacien, qu’il abandonne en 1913. Il revient travailler comme vendeur dans le magasin de son père :192. Au début de 1914, il quitta l'atelier pour occuper un poste dans une société d'import-export en Afrique orientale allemande :192.

### Première Guerre mondiale
Pendant la Première Guerre mondiale, il s'engage dans l'armée impériale allemande, et participe à la campagne d'Afrique de l'Est. Il atteint le grade de Feldwebel  :192. En décembre 1917, il est blessé et l'hôpital militaire, où il est soigné, est capturé par l'armée britannique. Il est interné dans un camp de prisonniers de guerre au Caire pendant deux ans :192.

### Adhésion au nazisme
En mars 1920, Hans Hüttig retourne à Dresde et travaille dans l'atelier de son père avant d'occuper plusieurs emplois de bureau :192. En 1925, il rejoint l'organisation paramilitaire d'ancien combattants Der Stahlhelm. Il affirme que son adhésion est plus par esprit de corps plutôt que par convictions politiques :193. En 1926, il crée son propre magasin de photographie qui ferme en 1930 à la suite de la Grande Dépression. À partir de 1931, il travaille comme directeur général d’un service de photographie aérienne à Meissen. En mars 1932, à l'âge de 37 ans, il s'engage  dans les SS comme volontaire et rejoint le parti national-socialiste des travailleurs allemands le 1er mai 1932 :193.

### SS-Totenkopfverbände
En 1933, après la prise du pouvoir par les nazis, Hans Hüttig accepte un poste dans la SS au sein du SS-Totenkopfverbände chargé de la gestion des camps de concentration de l'Allemagne nazie :194. Au cours des six années suivantes, il passe dans plusieurs camps de concentration pour se former :194. Pour sa première affectation, il est nommé adjoint de Karl Otto Koch, commandant du camp de concentration de Buchenwald :195. Dans ce camp, il est apprécié par ses supérieurs pour son travail tandis que les détenus survivants témoignent de sa cruauté  :195.
Puis Hans Hüttig sert au camp de concentration de Sachsenhausen et au camp de concentration de Flossenbürg. Sur les deux sites, il acquiert une réputation d'aptitude aux tâches spéciales :195. Il supervise la construction du camp de concentration de Natzweiler-Struthof en Alsace  :195. Il est ensuite nommé commandant du camp de concentration de Grini en Norvège occupée :195,.
En février 1944, il prend le commandement du camp de concentration de Herzogenbusch aux Pays-Bas. Il remplace Adam Grünewald démis de ses fonctions pour son rôle dans la « tragédie du bunker » survenue en janvier 1944 :195.
À la fin de l’été 1944, Hans Hüttig fait fusiller 450 résistants et prisonniers de la police à Herzogenbusch.
En septembre 1944, il ferme le camp et retourne en Allemagne pour finir la guerre en travaillant dans un commissariat de police :195.

### Après la guerre
Après la guerre, Hans Hüttig est arrêté par les Alliés qui le soupçonnent de crimes de guerre. Cependant, il n'est jugé qu'en juin 1954. Le 2 juillet 1954, il est reconnu coupable et condamné à la prison à vie par un tribunal militaire français de Metz. En 1956, il est libéré après 11 ans de détention et mène une vie discrète jusqu'à sa mort en 1980 à Wachenheim.
Hans Hüttig est retrouvé et interviewé par Tom Segev. Avec Johannes Hassebroek et Wilhelm Gideon, il est l’un des trois commandants survivants des camps de concentration avec lesquels Tom Segev est en contact pour son livre Soldats du Mal.
Au cours d'un entretien, il avoue à ce dernier que « je savais très bien ce que j'allais faire dans les SS » :8–9.